# Juan Muñoz (Künstler)

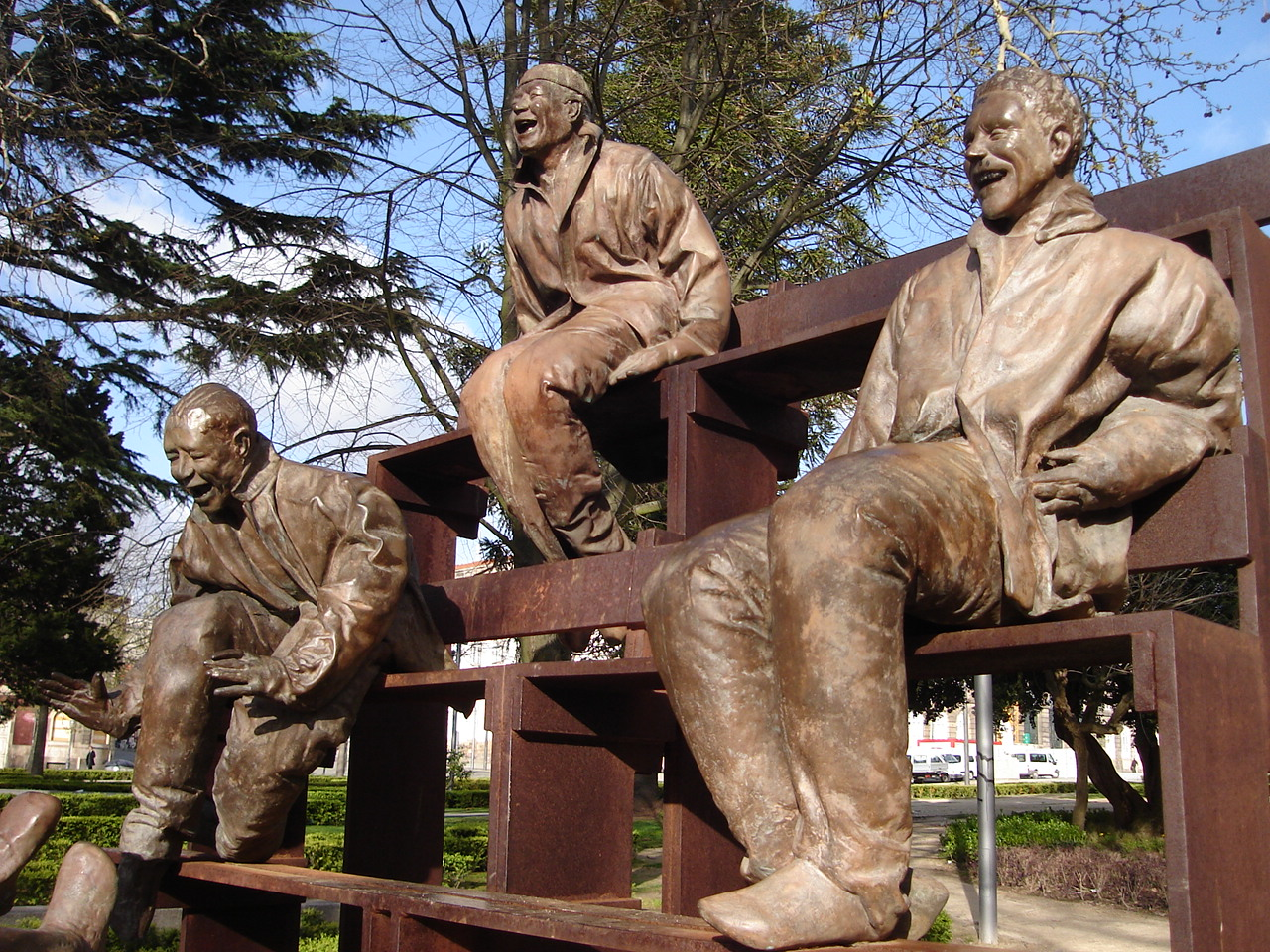
Thirteen Laughing at Each Other (2001), Porto, Portugal

Juan Muñoz (* 16. Juni 1953 in Madrid; † 28. August 2001 in Ibiza) war ein spanischer Künstler (Objekte, Zeichnungen, Performance, Rauminstallationen, Klanginstallationen, Texte).
- 1986: Biennale Venedig
- 1992: Documenta IX, Kassel
- 1997: Biennale Venedig
- 1999: Istanbul Biennale
- 2000: Biennale of Sydney
- 2002: Retrospektive Hirshhorn Museum and Sculpture Garden, Washington, D.C.
- 2002: documenta11, Kassel
- 2008: Guggenheim-Museum Bilbao

## Öffentliche Sammlungen (Auswahl)
- Migros Museum für Gegenwartskunst

Schweiz, Zürich
- Neues Museum Weserburg Bremen, Bremen
- K21 Kunstsammlung Nordrhein-Westfalen – im Ständehaus, Düsseldorf